# Selección de baloncesto de Serbia
La selección de baloncesto de Serbia es el equipo formado por jugadores de nacionalidad serbia que representa a la Federación Serbia de Baloncesto en las competiciones internacionales organizadas por la Federación Internacional de Baloncesto (FIBA) o el Comité Olímpico Internacional (COI): los Juegos Olímpicos, la Copa Mundial de Baloncesto y el EuroBasket.
De 1992 a 2003, el equipo nacional jugó con el nombre de República Federal de Yugoslavia y de 2003 a 2006, con el nombre de Serbia y Montenegro en competiciones internacionales. Tras la declaración de independencia de Montenegro en 2006, la Federación Serbia de Baloncesto retuvo la posición de la Federación de Baloncesto de Serbia y Montenegro como miembro de la FIBA. Por lo tanto, todos los resultados y medallas de ese período (1992-2006) son conseguidos por el equipo nacional de baloncesto de Serbia.
Serbia ocupa actualmente el segundo lugar en el Ranking Mundial FIBA.

## Historia

### Serbia y Montenegro
Con el inicio de las guerras yugoslavas en 1991 y la posterior desintegración de Yugoslavia, la selección nacional de Yugoslavia se disolvió. El equipo estaba formado por jugadores seleccionados entre una población de más de 23 millones de personas, y la infraestructura de baloncesto estaba distribuida uniformemente entre los seis estados que formaban la República Federal Socialista de Yugoslavia.
En 1992, la República Federativa de Yugoslavia se estableció como la federación de las dos repúblicas yugoslavas restantes, Serbia y Montenegro. El país recién creado tenía menos de la mitad de la población del país anterior. La Federación de Baloncesto de la República Federativa de Yugoslavia se convirtió en el organismo rector del baloncesto del nuevo país. Tras la adopción de la RCSNU 757, la selección nacional fue suspendida de participar en torneos internacionales. Debido a estas sanciones y la guerra en curso, a la selección nacional se le impidió participar en los Juegos Olímpicos de 1992, el EuroBasket de 1993 y la Copa Mundial FIBA de 1994.

### 1995-2002: generación dorada
Sin mucho patrocinio para el país empobrecido por la guerra, la selección nacional regresó a la escena internacional en el EuroBasket de 1995 en Grecia, donde ganó la medalla de oro; tras derrotar a Lituania en la final. En los Juegos Olímpicos de Atlanta 1996, el equipo perdió 69–95 ante Estados Unidos en el juego por la medalla de oro. Después de la derrota, la selección nacional ganaría la medalla de oro en sus dos siguientes competiciones internacionales, el EuroBasket 1997 y la Copa Mundial FIBA 1998; mientras ganaba la medalla de bronce en el EuroBasket 1999 y recuperaba el oro una vez más en el EuroBasket 2001.
Una de las victorias más notables de la selección nacional de Yugoslavia se produjo en los cuartos de final de la Copa Mundial FIBA 2002, donde la nación anfitriona del torneo, Estados Unidos, fue eliminada por 81–78. La importancia de la victoria fue tremenda para el pueblo serbio en general, ya que el público en Serbia percibió al liderazgo político de Estados Unidos responsable de la desintegración de Yugoslavia y la destrucción de la infraestructura del país; así como víctimas civiles durante el bombardeo de Yugoslavia por la OTAN en 1999. A partir de entonces, la selección nacional de Yugoslavia ganó la competición, al derrotar a Nueva Zelanda en las semifinales y a Argentina en la final 84–77 en tiempo extra para ganar la medalla de oro.

### 2003-2006: resultados decepcionantes
En 2002, la República Federativa de Yugoslavia estaba formada por los estados de Serbia y Montenegro. Las naciones fusionadas llegaron a un nuevo acuerdo sobre la continuación de la cooperación que, entre otros cambios, prometía el fin del nombre de Yugoslavia. El 4 de febrero de 2003, la asamblea federal de Yugoslavia creó una unión estatal flexible: la Unión Estatal de Serbia y Montenegro. Los años siguientes fueron decepcionantes, ya que la selección nacional no logró subir al podio en torneos internacionales, después de décadas de ganar medallas.
En el EuroBasket de 2003, el equipo quedó en sexto lugar, pero debido a su condición de campeón del mundo, se clasificó automáticamente para los Juegos Olímpicos de 2004 en Grecia. Entrando en 2004, la selección nacional participó en el torneo menos importante Diamond Ball, previo a los Juegos Olímpicos de 2004 donde ganó la medalla de oro. Aunque el equipo no pudo mantener el impulso de cara a los Juegos Olímpicos, fue eliminado en la fase de grupos con un récord (1-4), terminando en el puesto 11.
Después de dos decepciones consecutivas en el torneo, las esperanzas de volver al podio regresaron para el EuroBasket 2005, donde Serbia y Montenegro fue el país anfitrión. De cara al torneo, Željko Obradović regresó para un segundo período como entrenador en jefe de la selección nacional. Sin embargo, fueron eliminados en la fase de play-off por Francia 74–71 y terminaron en noveno lugar. Después del torneo, Obradović dimitió y atribuyó el fracaso al mal ambiente entre los jugadores estrella del equipo. Luego, el equipo participó en la Copa Mundial FIBA 2006 con un comodín, debido a los resultados del pasado por iniciativa del destacado administrador de la FIBA, Borislav Stanković. Aunque la selección de Serbia y Montenegro volvió a quedarse corta y acabó novena.
El 21 de mayo de 2006, los montenegrinos votaron en un referéndum de independencia y el 55,5% apoyó la independencia. La posterior proclamación de independencia de Montenegro en junio de 2006 y la proclamación de independencia de Serbia el 5 de junio pusieron fin a la Unión Estatal de Serbia y Montenegro y, por tanto, a los últimos vestigios que quedaban de la antigua Yugoslavia.

### Serbia
Tras la disolución de la unión estatal de Serbia y Montenegro, la selección nacional participó en el EuroBasket 2007. Allí, el equipo terminó la competición sin poder superar la fase de grupos después de tres derrotas cerradas. El resultado no clasificó al equipo para los Juegos Olímpicos de 2008, que fue la primera vez que se perdió el torneo olímpico después de perderlo en 1992 debido a una suspensión.
En diciembre de 2007, el legendario Dušan Ivković insinuó que tomaría el mando como entrenador de la selección nacional.

### 2009-2013: destellos de vieja gloria
Bajo la dirección de Ivković, una nueva generación de jugadores liderados por Nenad Krstić y Miloš Teodosić devolvieron parte de la antigua gloria al llevarse la medalla de plata en el EuroBasket 2009. En la Copa Mundial FIBA 2010, después de derrotar por poco a Croacia en los octavos de final, Miloš Teodosić anotó un tiro profundo de tres puntos para derrotar a España, la favorita del torneo, en los cuartos de final. Al entrar en las semifinales, Serbia se quedaría corta, después de un controvertido error arbitral ante el anfitrión del torneo, Turquía, 83–82. Con el equipo más joven de la competición, Serbia finalmente terminó en cuarto lugar después de perder ante Lituania 99–88 en el juego por la medalla de bronce.
En el EuroBasket 2011, el equipo no logró llegar a semifinales, terminando el torneo en octavo lugar; por lo que no pudo clasificarse para los Juegos Olímpicos de Londres 2012. En el EuroBasket 2013, el equipo volvió a ser eliminado en cuartos de final y acabó en séptimo lugar. 

### 2014-2019: generación de plata
Después del EuroBasket 2013, Ivković se alejó del puesto y el miembro del salón de la fama del baloncesto serbio Aleksandar Đorđević ocupó su lugar.
Đorđević llevó al equipo a la medalla de plata en la Copa Mundial FIBA 2014, donde perdió en la final ante Estados Unidos. En el EuroBasket 2015, Serbia terminó en cuarto lugar, y sus únicas derrotas en el torneo fueron en las semifinales ante Lituania y en el partido por la medalla de bronce ante Francia. 
Después de ganar el Torneo Preolímpico 2016 celebrado en Belgrado, la selección nacional ganó la medalla de plata en los Juegos Olímpicos de 2016 en Río de Janeiro, perdiendo en la final ante Estados Unidos.
Con la ausencia de los capitanes del equipo Miloš Teodosić y Nikola Jokić, la estrella en ascenso Bogdan Bogdanović emergió como líder del equipo en el EuroBasket 2017. El equipo nacional ganó su tercera medalla de plata en cuatro años, después de caer ante una Eslovenia liderada por Goran Dragić por 93–85 en la final.
Ante un sistema de clasificación diferente introducido por la FIBA para la Copa Mundial FIBA 2019, el equipo nacional se vio obligado a jugar sin sus jugadores clave en casi todos sus partidos de clasificación. Sin embargo, en su grupo de clasificación para la segunda ronda consiguieron por poco el último puesto para el Mundial. Antes de la Copa del Mundo, Serbia era considerada uno de los favoritos para ganar el torneo; pero finalmente fue derrotado en cuartos de final por Argentina. Con el equipo relegado a la fase de clasificación, obtendrían victorias contra Estados Unidos y la República Checa para terminar en quinto lugar. Después del torneo, el entrenador en jefe Đorđević anunció su decisión de dejar el puesto después de seis años.

### 2021-presente: torneos recientes
Bajo el nuevo entrenador en jefe Igor Kokoškov, Serbia no pudo clasificarse para los Juegos Olímpicos de Tokio 2020 después de perder en el último partido del Torneo Preolímpico ante Italia ante el público local. En el EuroBasket 2022, dirigido por el legendario entrenador Svetislav Pešić, después de ganar los cinco partidos de la fase de grupos, Italia derrotó a Serbia en octavos de final por 94–86 y Serbia terminó en noveno lugar. En la Copa Mundial FIBA 2023, a pesar de la ausencia de varios jugadores estrella, Serbia logró llegar a la final del torneo donde perdió ante Alemania.

## Plantilla
- Lista de jugadores convocados que disputaron la Copa Mundial de Baloncesto de 2023.[26]

| Serbia                      | Serbia            | Serbia | Serbia | Serbia | Serbia              |
| Num                         | Jugador           | Pos    | Altura | Edad   | Equipo              |
| --------------------------- | ----------------- | ------ | ------ | ------ | ------------------- |
| 3                           | Filip Petrušev    | P      | 2,11 m | 23     | Philadelphia 76ers  |
| 5                           | Nikola Jović      | AP     | 2,08 m | 20     | Miami Heat          |
| 7                           | Bogdan Bogdanović | E      | 1,96 m | 31     | Atlanta Hawks       |
| 9                           | Vanja Marinković  | E      | 1,98 m | 26     | Saski Baskonia      |
| 13                          | Ognjen Dobrić     | E      | 2,00 m | 28     | Virtus Bologna      |
| 14                          | Dušan Ristić      | P      | 2,14 m | 27     | Lenovo Tenerife     |
| 23                          | Marko Gudurić     | E      | 1,96 m | 28     | Fenerbahçe Beko     |
| 24                          | Stefan Jović      | B      | 1,98 m | 32     | Casademont Zaragoza |
| 27                          | Dejan Davidovac   | A      | 2,03 m | 28     | Crvena Zvezda       |
| 28                          | Boriša Simanić    | AP     | 2,11 m | 25     | Casademont Zaragoza |
| 30                          | Aleksa Avramović  | B      | 1,92 m | 28     | Partizan            |
| 33                          | Nikola Milutinov  | P      | 2,13 m | 28     | Olympiacos BC       |
| Entrenador: Svetislav Pešić |                   |        |        |        |                     |

## Partidos

### Próximos encuentros
| Fecha                    | Ciudad              | Competición                | Local                |                                    | Resultado |                                       | Visitante    |
| ------------------------ | ------------------- | -------------------------- | -------------------- | ---------------------------------- | --------- | ------------------------------------- | ------------ |
| 25 de agosto de 2022     | Belgrado            | Clasificación Mundial 2023 | Serbia               | Bandera de Serbia                  | 100:94    | Bandera de Grecia                     | Grecia       |
| 28 de agosto de 2022     | Estambul            | Clasificación Mundial 2023 | Turquía              | Bandera de Turquía                 | 72:79     | Bandera de Serbia                     | Serbia       |
| 2 de septiembre de 2022  | Praga               | EuroBasket 2022            | Serbia               | Bandera de Serbia                  | 100:76    | Bandera de los Países Bajos           | Países Bajos |
| 3 de septiembre de 2022  | Praga               | EuroBasket 2022            | República Checa      | Bandera de República Checa         | 68:81     | Bandera de Serbia                     | Serbia       |
| 5 de septiembre de 2022  | Praga               | EuroBasket 2022            | Serbia               | Bandera de Serbia                  | 100:70    | Bandera de Finlandia                  | Finlandia    |
| 6 de septiembre de 2022  | Praga               | EuroBasket 2022            | Israel               | Bandera de Israel                  | 78:89     | Bandera de Serbia                     | Serbia       |
| 8 de septiembre de 2022  | Praga               | EuroBasket 2022            | Serbia               | Bandera de Serbia                  | 96:69     | Bandera de Polonia                    | Polonia      |
| 11 de septiembre de 2022 | Berlín              | EuroBasket 2022            | Serbia               | Bandera de Serbia                  | 86:94     | Bandera de Italia                     | Italia       |
| 11 de noviembre de 2022  | Newcastle upon Tyne | Clasificación Mundial 2023 | Gran Bretaña         | Bandera del Reino Unido            | 68:74     | Bandera de Serbia                     | Serbia       |
| 14 de noviembre de 2022  | Belgrado            | Clasificación Mundial 2023 | Serbia               | Bandera de Serbia                  | 77:76     | Bandera de Turquía                    | Turquía      |
| 24 de febrero de 2023    | Atenas              | Clasificación Mundial 2023 | Grecia               | Bandera de Grecia                  | 97:92     | Bandera de Serbia                     | Serbia       |
| 27 de febrero de 2023    | Belgrado            | Clasificación Mundial 2023 | Serbia               | Bandera de Serbia                  | 101:83    | Bandera del Reino Unido               | Gran Bretaña |
| 26 de agosto de 2023     | Ciudad Quezon       | Copa Mundial 2023          | Serbia               | Bandera de Serbia                  | 105:63    | Bandera de la República Popular China | China        |
| 28 de agosto de 2023     | Ciudad Quezon       | Copa Mundial 2023          | Puerto Rico          | Bandera de Puerto Rico             | 77:94     | Bandera de Serbia                     | Serbia       |
| 30 de agosto de 2023     | Ciudad Quezon       | Copa Mundial 2023          | Sudán del Sur        | Bandera de Sudán del Sur           | 83:115    | Bandera de Serbia                     | Serbia       |
| 1 de septiembre de 2023  | Ciudad Quezon       | Copa Mundial 2023          | Serbia               | Bandera de Serbia                  | 76:78     | Bandera de Italia                     | Italia       |
| 3 de septiembre de 2023  | Ciudad Quezon       | Copa Mundial 2023          | República Dominicana | Bandera de la República Dominicana | 79:112    | Bandera de Serbia                     | Serbia       |
| 5 de septiembre de 2023  | Pasay               | Copa Mundial 2023          | Lituania             | Bandera de Lituania                | 68:87     | Bandera de Serbia                     | Serbia       |
| 8 de septiembre de 2023  | Pasay               | Copa Mundial 2023          | Serbia               | Bandera de Serbia                  | 95:86     | Bandera de Canadá                     | Canadá       |
| 10 de septiembre de 2023 | Pasay               | Copa Mundial 2023          | Alemania             | Bandera de Alemania                | 83:77     | Bandera de Serbia                     | Serbia       |

## Entrenadores
| - Dušan Ivković: 1992–1995 - Željko Obradović: 1996–2000 - Svetislav Pešić: 2000–2002 - Duško Vujošević: 2003 - Željko Obradović: 2004–2005 - Dragan Šakota: 2006 |  | - Zoran Slavnić: 2007 - Dušan Ivković: 2007–2013 - Aleksandar Đorđević: 2013–2019 - Igor Kokoškov: 2019–2021 - Svetislav Pešić: 2021–presente |  |

## Plantillas anteriores
- EuroBasket 1995: finalizó 1°  de 14 equipos.

Vlade Divac, Žarko Paspalj, Zoran Savić, Predrag Danilović, Aleksandar Đorđević, Dejan Bodiroga, Željko Rebrača, Saša Obradović, Dejan Tomašević, Zoran Sretenović, Miroslav Berić, Dejan Koturović. Entrenador: Dušan Ivković
- Juegos Olímpicos 1996: finalizó 2°  de 12 equipos.

Miroslav Berić, Dejan Bodiroga, Predrag Danilović, Vlade Divac, Aleksandar Đorđević, Nikola Lončar, Saša Obradović, Žarko Paspalj, Željko Rebrača, Zoran Savić, Dejan Tomašević, Milenko Topić. Entrenador: Željko Obradović
- EuroBasket 1997: finalizó 1°  de 16 equipos.

Dejan Bodiroga, Predrag Danilović, Zoran Savić, Aleksandar Đorđević, Željko Rebrača, Dejan Tomašević, Saša Obradović, Nikola Lončar, Miroslav Berić, Milenko Topić, Nikola Bulatović, Miroslav Radošević. Entrenador: Željko Obradović
- Campeonato Mundial 1998: finalizó 1°  de 16 equipos.

Dejan Bodiroga, Vlado Šćepanović, Saša Obradović, Nikola Lončar, Dragan Lukovski, Miroslav Berić, Aleksandar Đorđević, Željko Rebrača, Predrag Drobnjak, Nikola Bulatović, Dejan Tomašević, Milenko Topić. Entrenador: Željko Obradović
- EuroBasket 1999: finalizó 3°  de 16 equipos.

Vlade Divac, Predrag Stojaković, Dejan Bodiroga, Predrag Danilović, Dragan Tarlać, Saša Obradović, Dejan Tomašević, Milan Gurović, Nikola Lončar, Milenko Topić, Dragan Lukovski, Vlado Šćepanović. Entrenador: Željko Obradović
- EuroBasket 2001: finalizó 1°  de 12 equipos.

Dejan Bodiroga, Veselin Petrović, Saša Obradović, Igor Rakočević, Predrag Stojaković, Vlado Šćepanović, Marko Jarić, Predrag Drobnjak, Dragan Tarlać, Dejan Milojević, Dejan Tomašević, Milan Gurović. Entrenador: Svetislav Pešić
- Campeonato Mundial 2002: finalizó 1°  de 16 equipos.

Igor Rakočević, Miloš Vujanić, Marko Jarić, Dejan Bodiroga, Predrag Stojaković, Milan Gurović, Vladimir Radmanović, Žarko Čabarkapa, Dejan Tomašević, Vlade Divac, Predrag Drobnjak, Dejan Koturović. Entrenador: Svetislav Pešić
- EuroBasket 2009: finalizó 2°  de 16 equipos.

Milenko Tepić, Miloš Teodosić, Ivan Paunić, Nemanja Bjelica, Stefan Marković, Uroš Tripković, Miroslav Raduljica, Nenad Krstić, Kosta Perović, Novica Veličković, Milan Mačvan. Entrenador: Dušan Ivković
- Campeonato Mundial 2010: finalizó 4° de 24 equipos.

Miloš Teodosić, Milenko Tepić, Aleksandar Rašić, Ivan Paunić, Nemanja Bjelica, Stefan Marković, Duško Savanović, Marko Kešelj, Nenad Krstić, Kosta Perović, Novica Veličković, Milan Mačvan. Entrenador: Dušan Ivković
- EuroBasket 2011: finalizó 8° de 24 equipos.

Miloš Teodosić, Milenko Tepić, Aleksandar Rašić, Ivan Paunić, Nemanja Bjelica, Stefan Marković, Duško Savanović, Marko Kešelj, Nenad Krstić, Kosta Perović, Boban Marjanović, Milan Mačvan. Entrenador: Dušan Ivković
- EuroBasket 2013: finalizó 7° de 24 equipos.

Nemanja Nedović, Nemanja Krstić, Vasilije Micić, Bogdan Bogdanović, Nemanja Bjelica, Stefan Marković, Nikola Kalinić, Đorđe Gagić, Nenad Krstić, Danilo Anđušić, Raško Katić, Vladimir Štimac. Entrenador: Dušan Ivković
- Copa Mundial 2014: finalizó 2°  de 24 equipos.

Miloš Teodosić, Marko Simonović, Stefan Jović, Bogdan Bogdanović, Nemanja Bjelica, Stefan Marković, Nikola Kalinić, Stefan Birčević, Nenad Krstić, Miroslav Raduljica, Raško Katić, Vladimir Štimac. Entrenador: Aleksandar Đorđević
- EuroBasket 2015: finalizó 5° de 24 equipos.

Miloš Teodosić, Marko Simonović, Ognjen Kuzmić, Bogdan Bogdanović, Nemanja Bjelica, Stefan Marković, Nikola Kalinić, Nemanja Nedović, Dragan Milosavljević, Miroslav Raduljica, Zoran Erceg, Nikola Milutinov. Entrenador: Aleksandar Đorđević
- Juegos Olímpicos 2016: finalizó 2°  de 12 equipos.

Miloš Teodosić, Marko Simonović, Bogdan Bogdanović, Stefan Marković, Nikola Kalinić, Nemanja Nedović, Stefan Birčević, Miroslav Raduljica, Nikola Jokić, Vladimir Štimac, Stefan Jović, Milan Mačvan. Entrenador: Aleksandar Đorđević
- EuroBasket 2017: finalizó 2°  de 24 equipos.

Milan Mačvan, Bogdan Bogdanović, Vladimir Lučić, Dragan Milosavljević, Stefan Birčević, Vladimir Štimac, Branko Lazić, Vasilije Micić, Marko Gudurić, Stefan Jović, Ognjen Kuzmić, Boban Marjanović. Entrenador: Aleksandar Đorđević
- Copa Mundial 2019: finalizó 5° de 32 equipos.

Marko Simonović, Bogdan Bogdanović, Nemanja Bjelica, Vladimir Lučić, Miroslav Raduljica, Stefan Birčević, Nikola Jokić, Nikola Milutinov, Vasilije Micić, Marko Gudurić, Stefan Jović, Boban Marjanović. Entrenador: Aleksandar Đorđević
- Torneo Preolímpico 2020 (Belgrado): finalizó 2° de 6 equipos.

Filip Petrušev, Miloš Teodosić, Nemanja Bjelica, Nikola Kalinić, Dragan Milosavljević, Vasilije Micić, Stefan Jović, Dejan Davidovac, Aleksa Avramović, Ognjen Dobrić, Danilo Anđušić, Boban Marjanović. Entrenador: Igor Kokoškov
- EuroBasket 2022: finalizó 9° de 24 equipos.

Dejan Davidovac, Nikola Kalinić, Vladimir Lučić, Nikola Jokić, Vanja Marinković, Nemanja Nedović, Dušan Ristić, Marko Gudurić, Marko Jagodić-Kuridža, Vasilije Micić, Ognjen Jaramaz, Nikola Milutinov. Entrenador: Svetislav Pešić
- Copa Mundial 2023: finalizó 2°  de 32 equipos.

Filip Petrušev, Nikola Jović, Bogdan Bogdanović, Vanja Marinković, Ognjen Dobrić, Dušan Ristić, Marko Gudurić, Stefan Jović, Dejan Davidovac, Boriša Simanić, Aleksa Avramović, Nikola Milutinov. Entrenador: Svetislav Pešić
- Juegos Olímpicos 2024: finalizó 3°  de 12 equipos.

Uroš Plavšić, Filip Petrušev, Nikola Jović, Bogdan Bogdanović, Vanja Marinković, Ognjen Dobrić, Nikola Jokić, Vasilije Micić, Marko Gudurić, Dejan Davidovac, Aleksa Avramović, Nikola Milutinov. Seleccionador: Svetislav Pešić

## Jugadores destacados
- FIBA Hall of Fame
  - Vlade Divac
- Naismith Memorial Basketball Hall of Fame
  - Dražen Dalipagić
  - Vlade Divac
- Mr. Europa
  - Aleksandar Đorđević – 1994, 1995
  - Predrag Danilović – 1998
  - Peja Stojaković – 2001, 2002
- MVP de la Temporada de la NBA
  - Nikola Jokić – 2021, 2022, 2024
- All-NBA First Team
  - Nikola Jokić – 2019, 2021, 2022, 2024, 2025
- All-NBA Second Team
  - Peja Stojaković – 2004
  - Nikola Jokić – 2020
- NBA All-Stars
  - Vlade Divac – 2001
  - Peja Stojaković – 2002, 2003, 2004
  - Nikola Jokić – 2019, 2020, 2021
- Campeones de la NBA
  - Darko Miličić – 2004
  - Peja Stojaković – 2011
  - Ognjen Kuzmić – 2015
  - Nikola Jokić - 2023
- NBA All-Rookie First Team
  - Vlade Divac – 1990
  - Nikola Jokić – 2016
- J. Walter Kennedy Citizenship Award
  - Vlade Divac – 2000
- MVP de la Euroliga
  - Miloš Teodosić – 2010
  - Nemanja Bjelica – 2015
  - Vasilije Micić – 2021
- MVP de la Final Four de la Euroliga
  - Predrag Danilović – 1992
  - Žarko Paspalj – 1994
  - Zoran Savić – 1998
  - Željko Rebrača – 2000
  - Dejan Bodiroga – 2002, 2003
  - Vasilije Micić – 2021
- EuroLeague Basketball All-Decade Team
  - Dejan Bodiroga - 2010
  - Bogdan Bogdanović - 2020
  - Miloš Teodosić - 2020

## Historial

### Copa Mundial
Resultado General: 22.º puesto
| Copa Mundial de Baloncesto |
| --- |
| - 1950: No calificó - 1954: No calificó - 1959: No calificó - 1963: No calificó - 1967: No calificó - 1970: No calificó - 1974: No calificó - 1978: No calificó - 1982: No calificó - 1986: No calificó - 1990: No calificó - 1994: Suspendido - 1998: - 2002: - 2006: 11º Lugar - 2010: 4º Lugar - 2014: - 2019: 5º Lugar - 2023: - 2027: TBD |

### Juegos Olímpicos
| Baloncesto en los Juegos Olímpicos |
| --- |
| - Berlín 1936: No calificó - Londres 1948: No calificó - Helsinki 1952: No calificó - Melbourne 1956: No calificó - Roma 1960: No calificó - Tokio 1964: No calificó - México 1968: No calificó - Múnich 1972: No calificó - Montreal 1976: No calificó - Moscú 1980: No calificó - Los Ángeles 1984: No calificó - Seúl 1988: No calificó - Barcelona 1992: Suspendido - Atlanta 1996: - Sídney 2000: 6° Lugar - Atenas 2004: 11° Lugar - Pekín 2008: No calificó - Londres 2012: No calificó - Río 2016: - Tokio 2020: No calificó - París 2024: |

### EuroBasket
| EuroBasket |
| --- |
| - 1935: No participó - 1937: No participó - 1939: No participó - 1946: No participó - 1947: No participó - 1949: No participó - 1951: No participó - 1953: No participó - 1955: No participó - 1957: No participó - 1959: No participó - 1961: No participó - 1963: No participó - 1965: No participó - 1967: No participó - 1969: No participó - 1971: No participó - 1973: No participó - 1975: No participó - 1977: No participó - 1979: No participó - 1981: No participó - 1983: No participó - 1985: No participó - 1987: No participó - 1989: No participó - 1991: No participó - 1993: Suspendido - 1995: - 1997: - 1999: - 2001: - 2003: 6° Lugar - 2005: 9° Lugar - 2007: 14° Lugar - 2009: - 2011: 8° Lugar - 2013: 7° Lugar - 2015: 4° Lugar - 2017: - 2022: 9° Lugar - 2025: TBD |

## Palmarés
- Copa Mundial de Baloncesto:
  -   Campeón (2): 1998, 2002
  -  Subcampeón (2): 2014, 2023

- Juegos Olímpicos:
  -  Subcampeón (2): 1996, 2016

- EuroBasket:
  -   Campeón (3): 1995, 1997, 2001
  -  Subcampeón (2): 2009, 2017
  -  Tercer lugar (1): 1999

- FIBA Diamond Ball:
  -   Campeón (1): 2004
  -  Subcampeón (1): 2000

- Copa Continental Stankovic:
  -  Tercer lugar (1): 2008